# Phaeochroops lansbergei
Phaeochroops lansbergei là một loài bọ cánh cứng trong họ Hybosoridae. Loài này được Candèze miêu tả khoa học năm 1876.